# 25176 Thomasaunins
25176 Thomasaunins este un asteroid din centura principală de asteroizi.

## Descriere
25176 Thomasaunins este un asteroid din centura principală de asteroizi. A fost descoperit pe 26 septembrie 1998 la Socorro, New Mexico, în cadrul proiectului LINEAR. Asteroidul prezintă o orbită caracterizată de o semiaxă mare de 2,66 ua, o excentricitate de 0,04 și o înclinație de 0,8° în raport cu ecliptica.